# Johanna Holma
Johanna Holma (* 15. Januar 1985 in Umeå) ist eine ehemalige schwedische Biathletin.
Johanna Holma lebt in Boden und startet für I 19IF. Biathlon betreibt sie seit 2002. Seit dem Jahr 2004 startete sie erstmals bei den Juniorenweltmeisterschaften in Haute-Maurienne auf internationaler Bühne. Wie auch im Jahr darauf in Kontiolahti war ein fünfter Staffelrang die beste Platzierung. Dazwischen trat sie eine Saison lang im Junioreneuropacup an. Zum Beginn der Saison 2005/06 wurde Holma in Östersund erstmals in einer Staffel (15.) und in einem Sprint (64.) im Biathlon-Weltcup eingesetzt. 2006 gewann sie bei den Junioreneuropameisterschaften hinter Pauline Macabies die Silbermedaille im Einzel und wurde Dritte im Sprint.
In der Saison 2006/07 startete Holma regelmäßig im Weltcup. In Ruhpolding gewann sie als 28. im Sprint erstmals Punkte. Saisonhöhepunkt wurde ihr erster Start bei den Biathlon-Weltmeisterschaften 2007 in Antholz, wo sie im Sprint 42. wurde.

## Biathlon-Weltcup-Platzierungen
Die Tabelle zeigt alle Platzierungen (je nach Austragungsjahr einschließlich Olympische Spiele und Weltmeisterschaften).
- 1.–3. Platz: Anzahl der Podiumsplatzierungen
- Top 10: Anzahl der Platzierungen unter den ersten zehn (einschließlich Podium)
- Punkteränge: Anzahl der Platzierungen innerhalb der Punkteränge (einschließlich Podium und Top 10)
- Starts: Anzahl gelaufener Rennen in der jeweiligen Disziplin

| Platzierung                      | Einzel | Sprint | Verfolgung | Massenstart | Staffel | Gesamt |
| -------------------------------- | ------ | ------ | ---------- | ----------- | ------- | ------ |
| 1. Platz                         |        |        |            |             |         |        |
| 2. Platz                         |        |        |            |             |         |        |
| 3. Platz                         |        |        |            |             |         |        |
| Top 10                           |        |        |            |             | 2       | 2      |
| Punkteränge                      |        | 1      |            |             | 3       | 4      |
| Starts                           |        | 9      | 4          |             | 3       | 16     |
| Stand: Ende der Saison 2008/2009 |        |        |            |             |         |        |